# Ералы-хан
Ералы-хан (Ермухамедали) (ок. 1720 − 1794) — хан Младшего жуза (1791 − 1794).

## Биография
Султан Ералы был почётным аманатом (заложником) в посольстве А. И. Тевкелева. Оказал важные услуги царскому правительству.
В 1733 году султан Ералы возглавил казахское посольство в России. Ералы, выражая волю отца — Абулхаир-хана, попросил у русской царицы Анны Иоанновны поддержать казахов Младшего жуза. Ералы и его брат Нияз-султан остались в Санкт-Петербурге при императорском дворе в качестве заложников. Летом 1734 года Ералы султан вернулся в казахскую степь.
При жизни своего отца султан Ералы руководил родом кереев в Среднем жузе и некоторыми родами Младшего жуза. При хане Нуралы был султаном некоторых родов алимулы.
В 1738 году Ералы собрал военный отряд и предпринял военный набег на хивинцев, властвовавших на левом берегу Сырдарьи в Кызылкумах. Он вытеснил их до поселений каракалпаков. В 1740 году население Присырдарьи избрало Ералы своим ханом.
В 1755 году Ералы-султан участвовал в подавлении башкирского восстания.
В 1771 году Ералы принимал участие в нападениях на калмыцкие улусы, отступающие из Поволжья в Джунгарию.
В 1786 году после отстранения от ханской власти и ссылки в Уфу своего брата Нуралы, султан Ералы возглавил движение ханской партии против России, но позднее перешел на сторону колониальной администрации.
В 1790 году казахские старшины провозгласили ханом Младшего жуза Есим-султана, сына Нуралы-хана. Однако, царская администрация не признала этого выбора и представила на утверждение кандидатуру Ералы.
В августе 1791 года русские военные отряды прибыли на казахский съезд, где содействовали избранию султана Ералы на ханский престол Младшего жуза.
Против нового российского ставленника выступил батыр Сырым Датов, который выступал за создание совета, ограничивающего ханскую власть.
Летом 1792 года Сырым Датов развернул вооружённую борьбу на территории Младшего жуза. Повстанческие казахские отряды под его предводительством нападали на военные сооружения укрепленной русской пограничной линии, а также на аулы биев и старшин, поддержавших Ералы-хана.
Ералы-хан был женат на дочери хивинского хана Елбарыса. Из детей известны султаны Темир, Болекей, Жанторе.
Летом 1794 года хан Младшего жуза Ералы-хан скончался.